# Luisa Cuesta
Maria Luisa Cuesta Vila (ur. 26 maja 1920 w Soriano, zm. 21 listopada 2018 w Montevideo) – urugwajska działaczka na rzecz praw człowieka. Poświęciła się poszukiwaniu więźniów politycznych zaginionych podczas dyktatury wojskowej Urugwaju. Jej syn Nebio Melo Cuesta zniknął w tym okresie i do dziś nie został odnaleziony. 

## Życiorys
Urodziła się w Soriano, gdzie do czerwca 1973 pracowała w warsztacie blacharsko-malarskim. Od 28 czerwca 1973 do 31 stycznia 1974 była więziona w Batalionie Piechoty nr 5 w Mercedes. Jej syn, Nebio Melo Cuesta, wraz z żoną i córką wyemigrował do Argentyny. W 1976 Nebio został aresztowany w Buenos Aires, a później zniknął. Było to w czasach dyktatury urugwajskiej w latach 1973–1985. 
Cuesta wyemigrowała wraz z resztą rodziny do Holandii w 1977. Wróciła do kraju w 1985, czyli po tym jak zakończył się reżim i przeprowadzono nowe, demokratyczne wybory. W następnych latach przewodziła grupie rodzin osób, które zaginęły podczas trwania urugwajskiej dyktatury. Jednym z jej działań było prowadzenie corocznego Marszu Ciszy, gromadzącego setki ludzi w Urugwaju. W 2012 otrzymała tytuł znamienitego obywatela departamentu Montevideo. W następnym roku, za swój wkład w walkę o prawa człowieka, otrzymała tytuł doktora honoris causa na Uniwersytecie Republiki. 
W 2015 otwarto centrum obywatelskie w Casavalle, które zostało zainaugurowane w jej imieniu i nosi jej imię do dziś. W tym samym roku doznała udaru mózgu przez co nie mogła uczestniczyć w 20. Marszu Ciszy. Do końca swoich dni nie odzyskała sprawności. 